# T.A.T.u. Remixes
t.A.T.u. Remixes es el primer álbum compilatorio del dúo de pop/rock ruso t.A.T.u. Fue producido por Ivan Shapovalov en el año 2003.

## Lista de canciones (México)
1. All the Things She Said (Blackpulke Remix) – 4:15
2. All the Things She Said (MARK!'s Buzzin Mix) – 8:11
3. All the Things She Said (Running and Spinning Remix By Guena LD and RLS) – 6:12
4. All the Things She Said (Extension 119 Club Dub) – 8:16
5. Not Gonna Get Us (Larry Lee Electroclash Mix) – 6:17
6. Not Gonna Get Us (Richard Morel's Pink Noise Vocal Mix) – 8:09
7. Not Gonna Get Us (Thick Dick Vocal) – 7:14
8. Not Gonna Get Us (Dave Audes Velvet Dub) – 7:13
9. 30 Minutes (Extension 119 Club Dub) – 7:59

### edición Japonesa
Japanese Track List - September 26, 2003
- t.A.T.u. Remixes at debuted #105 for 5 weeks, sold 7,761 copies.

1. All The Things She Said (DJ Monk's After Skool Special)
2. All The Things She Said (MARK!'s Buzzin Mix)
3. All The Things She Said (Running and Spinning remix By Guena LG and RLS)
4. All The Things She Said (Extension 119 Club Dub)
5. Not Gonna Get Us (Larry Lee Electroclash Mix)
6. Not Gonna Get Us (Richard Morel's Pink Noise Vocal Mix)
7. Not Gonna Get Us (Thick Dick Vocal)
8. Not Gonna Get Us (Dave Audes Remix - Velvet Dub)
9. 30 Minutes (Extension 119 Club Dub)

- Not Gonna Get Us Remix Video

### Edición Rusa
Russian Track List - November 25, 2003
- This Edition is also available as a one CD format, which only includes the first CD in this listing. A CD similar to CD 1 was also released in a small number of Western and Asian countries, the only difference being that the last two tracks were omitted.

#### CD 1
1. All The Things She Said (Blackpulke Remix) – 4:15
2. All The Things She Said (MARK!'s Buzzin Mix) – 8:11
3. All The Things She Said (Running and Spinning Remix By Guena LD and RLS) – 6:12
4. All The Things She Said (Extension 119 Club Dub) – 8:16
5. Not Gonna Get Us (Larry Tee Electroclash Mix) – 6:17
6. Not Gonna Get Us (Richard Morel's Pink Noise Vocal Mix) – 8:09
7. Not Gonna Get Us (Thick Dick Vocal) – 7:14
8. Not Gonna Get Us (Dave Audes Velvet Dub) – 7:13
9. 30 Minutes (Extension 119 Club Dub) – 7:59
10. Prostye Dvizheniya – 3:56
11. Ne Ver', Ne Boysia – 3:03

#### CD 2
1. Ya Soshla S Uma (HarDrum Remix)
2. All The Things She Said (HarDrum Remix)
3. Nas Ne Dogonyat (HarDrum Remix)
4. 30 Minut (HarDrum Remix)
5. 30 Minut (Naked Mix Moscow Grooves Institute)
6. 30 Minut (RagaMix by That Black)
7. Malchik-Gay (Fankymix by That Black)
8. All the Things She Said (Extension 119 Club Edit)
9. All the Things She Said (DJ MONKS Breaks Mix)

#### DVD
1. Ya Soshla S Uma Video
2. Ya Soshla S Uma Remix Video (HarDrum)
3. Nas Ne Dagoniat Video
4. 30 Minut Video
5. Prostie Dvizheniya Video
6. All The Things She Said Video
7. All The Things She Said Remix Video (Extension 119 Club Edit)
8. Not Gonna Get Us Video
9. Not Gonna Get Us Remix Video (Dave Audé Velvet Dub)
10. 30 Minutes Video
11. How Soon Is Now? Video
12. Не Верь, Не Бойся Live at MUZ TV Awards 2003
13. Нас Не Догонят Live at MUZ TV Awards 2003

- Photogallery

### Edición Taiwanesa
Lanzada en formato cinta Casete.

#### Side A
1. All The Things She Said (Blackpulke Remix)
2. All The Things She Said (MARK!'s Buzzin Mix)
3. All The Things She Said (Running and Spinning Remix By Guena LD and RLS)
4. All The Things She Said (Extension 119 Club Dub)
5. Not Gonna Get Us (Larry Tee Electroclash Mix)

#### Side B
1. Not Gonna Get Us (Richard Morel's Pink Noise Vocal Mix)
2. Not Gonna Get Us (Thick Dick Vocal)
3. Not Gonna Get Us (Dave Audes Velvet Dub)
4. 30 Minutes (Extension 119 Club Dub)

## Ventas
| Galardón | País/Ventas                    |
| -------- | ------------------------------ |
| -        | Japón 7761 Corea del Sur 5.788 |
| Oro      | Rusia 100 000                  |

- Datos: Q292669